# 紀元二千六百年

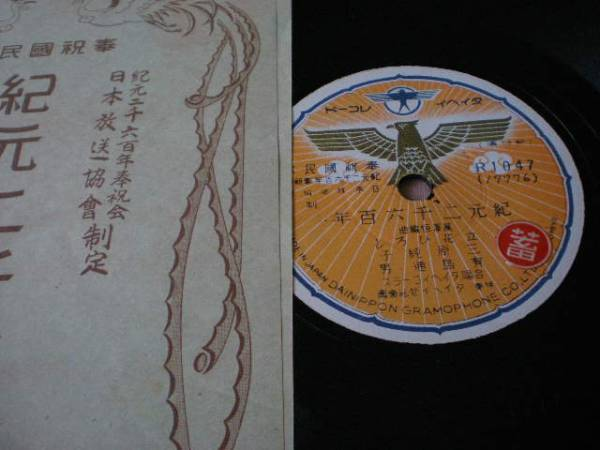
紀元二千六百年（タイヘイレコード盤）

紀元二千六百年（きげんにせんろっぴゃくねん）は、1940年（昭和15年）の日本において「皇紀（神武天皇即位紀元）2600年」を祝して制作された国民歌。
ラジオ放送によって広く流行し、下記のような替え歌でも有名になった。発売は同年2月新譜の臨時発売扱いで前年の12月20日前後に市場に出ている。

## 経緯
1939年（昭和14年）8月、内閣奉祝会・日本放送協会（現在のNHK）の主宰によって広く国民から「奉祝歌」を募集する企画によって誕生したもので、約1万8000の応募の中から、東京・神保町の教科書出版所店主増田好生の歌詞が一等に選ばれ、同時に募集した作曲は当時東京・杉並区在住だった音楽教諭森義八郎の曲が採用された。これは公定の奉祝歌として東京音楽学校に嘱託された「紀元二千六百年頌歌」（信時潔作曲）とは別曲であり、「奉祝国民歌」として位置づけられた。レコードは6社競作で製作され、各社共にレーベルは特殊仕様の意匠である。
江口夜詩や斉藤丑松による行進曲編曲版もある。

## 吹き込み歌手
- コロムビアレコード: 松平晃、伊藤久男、藤山一郎、霧島昇、松原操、二葉あき子、渡辺はま子、香取みほ子/高橋祐子
- ビクターレコード: 徳山璉、波岡惣一郎、四家文子、中村淑子/平山美代子
- キングレコード: 永田絃次郎、長門美保/キング児童合唱団
- テイチクレコード: 桜井健二、鬼俊英、服部富子、中村柾子/佐々木陽子
- ポリドールレコード: 奥田良三、関種子、上原敏、小林千代子、東海林太郎/日本ポリドール児童合唱団
- タイヘイレコード: 立花ひろし、有島通男、三原純子/椎木玲子、植松薫

## 替え歌
日中戦争（支那事変）の長期化により国の専売物資として戦費調達のため一斉に値上げが行われたタバコの銘柄に掛けて「金鵄あがって十五銭、栄えある光三十銭、朝日は昇って四十五銭（「今こそあがる煙草の値」「今こそ来るこの値上げ」トモ）、紀元は二千六百年、あゝ一億の金は減る（「あゝ一億の民は泣く」トモ）」という替え歌が作られ、後年はむしろこちらのほうが有名になった。

## 後日談
森は後年、作曲家に転身し井の頭音頭や小学校の校歌などの作曲を手がけたが、酒癖があまりよくなかったとも言われ、この「紀元二千六百年」作曲直後に行った飲み屋での飲食酩酊の上で、「此の曲は大塚の花街で遊女を抱いた時の腰のリズムを使って作曲した」と放言して物議を醸した。